# Mûr-de-Bretagne
Mûr-de-Bretagne korábbi község Franciaországban, Côtes-d’Armor megyében. Lakosainak száma 2031 fő (2018. január 1.). Mûr-de-Bretagne Neulliac, Kergrist, Saint-Aignan, Caurel, Saint-Connec, Saint-Gilles-Vieux-Marché és Saint-Guen községekkel határos.
2017. január 1-jén Saint-Guen korábbi községgel egyesült és az így létrejött Guerlédan új község része lett.

## Népesség
A település népességének változása:
| Lakosok száma | 2078 | 2019 | 2510 | 2026 | 2031 |
|               | 2013 | 2015 | 2016 | 2017 | 2018 |